# Sayf al-Din Salar
 Sayf al-Din Salar  était émir mamelouk sous le règne du sultan
 An-Nâsir Muhammad, il occupa la fonction de viceroy du Sultan (Na'ib al-Saltana).

## Postérité
Le Mausolées de l’émir Salar fut construit par son ami l’émir Sanjar al-Jawli en 1304 au Caire en Égypte.